# Šipnov
Šipnov je osada, součást obce Hybrálec v okrese Jihlava. Má status základní sídelní jednotky a jejíž území má charakter venkovské smíšené lokality.

## Poloha
Lokalita se nachází západně od centra Hybrálce, od něhož je vzdálen asi dva kilometry. Vlastní sídlo se rozkládá severovýchodně od silnice II/523 spojující Jihlavu s Humpolcem. U silnice se na opačné straně než Šipnov nachází kříž z roku 1885 s nápisem „Pochválen buď Ježíš Kristus“.
Veřejnou dopravu zde zajišťují autobusové spoje, pro které je v Šipnově na komunikaci druhé třídy zřízena zastávka nazvaná „Šipnov“. Podle plánů z června roku 2010 by však kolem Šipnova měla být vedena jedna z možných tras vysokorychlostní tratě (VRT) mezi Prahou a Brnem.

## Historie
V 19. století a na začátku 20. století tu byly dvě hospody. Kvůli nim se Šipnovu říká  „Hospůdka“. Tyto dvě hospody navštěvovali jihlavští páni při svých vycházkách. Ještě za císaře Františka Josefa I. se tu postavily první domy.

## Přírodní podmínky
Geomorfologicky je oblast součástí Česko-moravské subprovincie, konkrétně Křemešnické vrchoviny a jejího podcelku Humpolecká vrchovina, v jejíž rámci spadá pod geomorfologický okrsek Vyskytenská pahorkatina. Průměrná nadmořská výška činí 540 metrů.

## Obyvatelstvo
V Šipnově v roce 2023 žilo 57 obyvatel v 27 domcích.[zdroj?]

## Doprava
Dopravní obslužnost zajišťují dopravce ICOM transport. Autobusy jezdí ve směrech Humpolec, Ústí, Větrný Jeníkov, Jihlava, Úsobí a Herálec.

## Pamětihodnosti
- Památný kříž – kamenný kříž s reliéfy nechala postavit rodina Váchova v roce 1885.
- Tzv. Šipnovský sloupek na návsi – jedná se kamenný plotový sloupek oddělující pozemky Jonákových a Niederlových, slouží jak místo setkávání při vítání Nového roku.

## Galerie

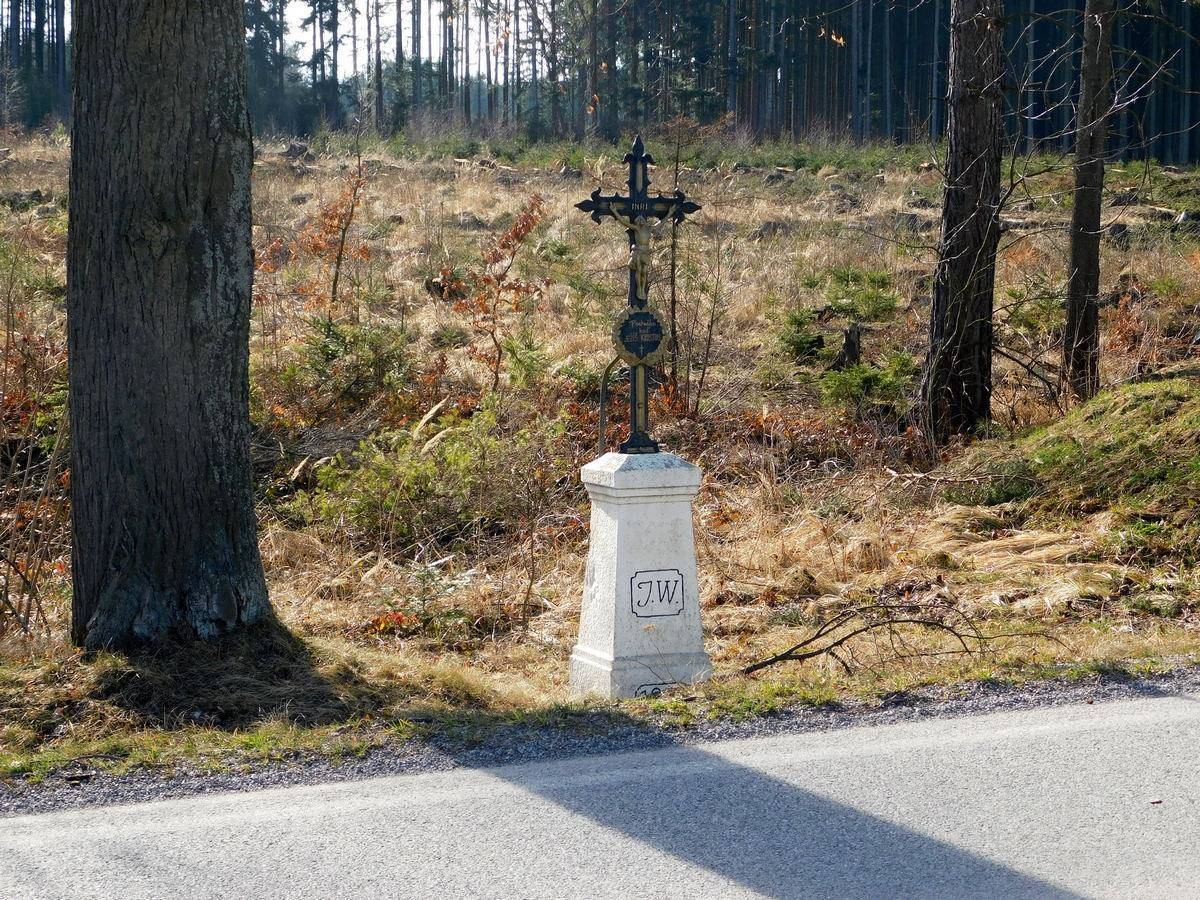
Kříž v Šipnově
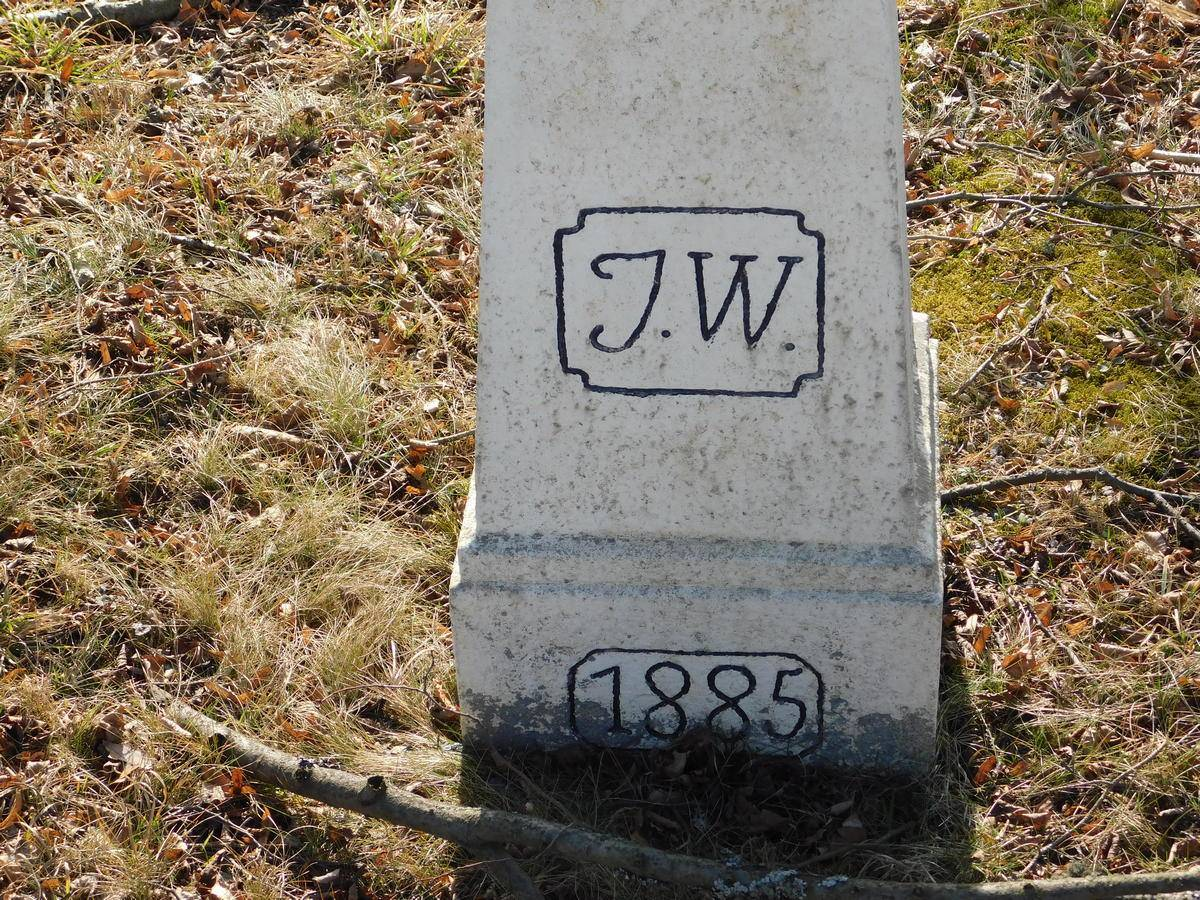
Kříž v Šipnově – detail
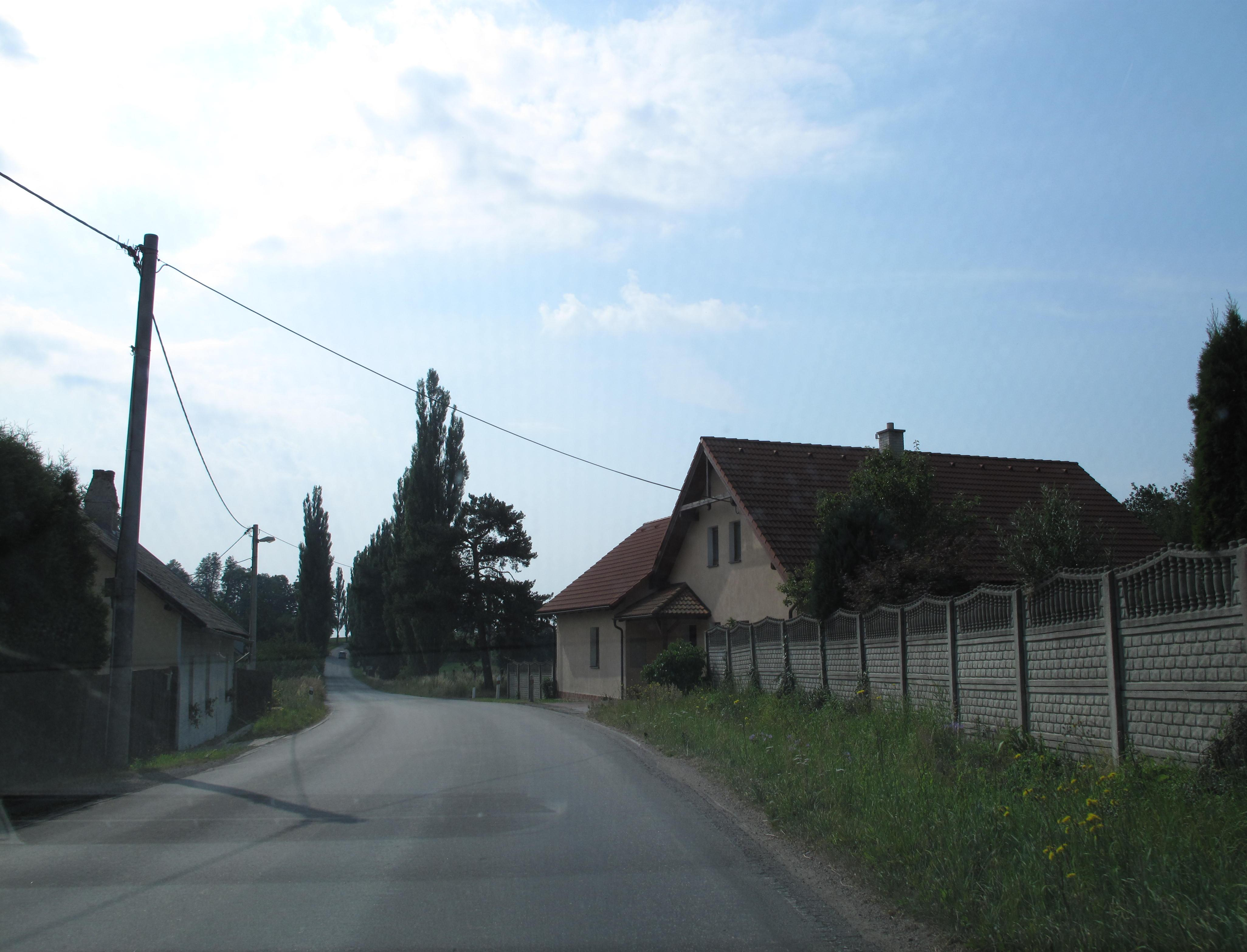
Šipnov
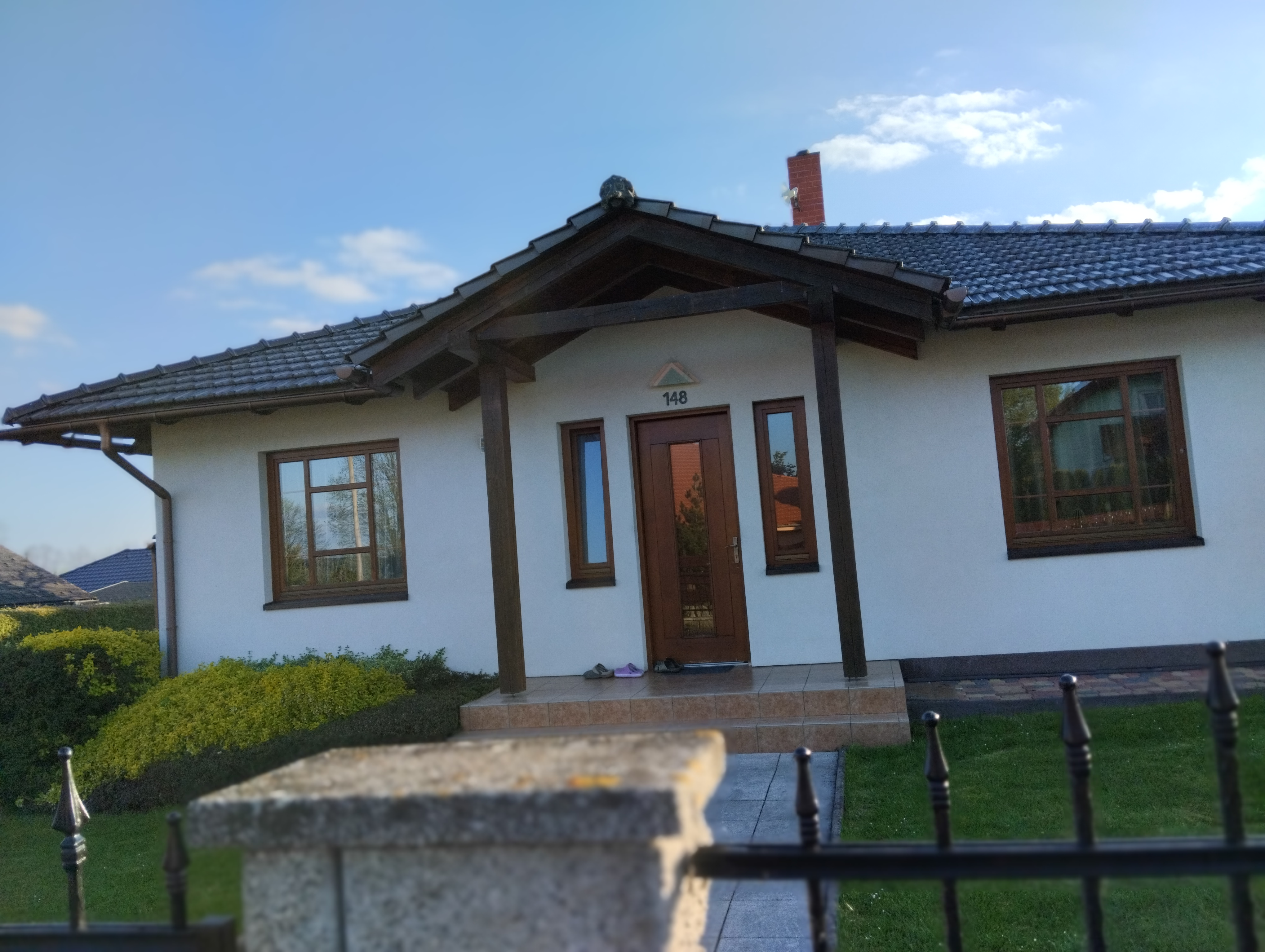
Moderní zástavba